# Сборная США по пляжному футболу
Сборная США по пляжному футболу — национальная команда, которая представляет США на международных состязаниях по пляжному футболу. Управляется Федерацией футбола США.

## История
В 1992 году в США были приняты первые меры по учреждению команд по пляжному футболу: были опубликованы официальные правила игры и создана национальная сборная. В 1993 году в США был проведён турнир с участием Бразилии, Аргентины и Италии, а в 1994 году сборная США приняла участие в первом международном турнире по пляжному футболу — в Мундиалито, где заняла 3-е место в компании тех же трёх стран. В 1995 и 1997 годах сборная США завоевала медали на чемпионатах мира: в первом случае стала серебряным призёром, проиграв разгромно Бразилии в финале 1:8; в 1996 году проиграла матч за 3-е место Италии 3:4; в 1997 году стала бронзовым призёром, переиграв Аргентину 5:1 в игре за 3-е место. В дальнейшем команда не выходила в полуфиналы.
В 2005 году все чемпионаты мира стали проводиться под руководством ФИФА, и КОНКАКАФ стала регулировать все соревнования по пляжному футболу. В 2005 году сборная США как представитель КОНКАКАФ, занявший 3-е место в отборе обеих Америк, выступила на первом таком чемпионате, но проиграла японцам 2:3 и португальцам 3:9, не выйдя из группы. В 2006 году американцы выиграли чемпионат КОНКАКАФ и снова прошли на чемпионат мира, выиграв у Польши 4:2, но проиграв Японии 4:8 и Бразилии 6:10 и снова не преодолев групповой этап. В 2007 году американцы, снова выигравшие национальный отбор, обыграли Иран 7:6, но проиграли Испании 4:8 и Португалии 5:6, не преодолев в третий раз на турнире групповой этап.
С 2008 по 2011 год сборная США не играла на чемпионатах мира, потерпев три неудачи подряд в полуфиналах национального отбора КОНКАКАФ. В 2013 году сборная США после долго отсутствия вернулась на чемпионат мира, но проиграла Испании 4:5 и Таити (хозяевам) 3:5, обыграв только ОАЭ 6:4. Чемпионат 2015 года американцы пропустили, проиграв в полуфинале отбора, а в 2017 году и вовсе вылетели ещё в четвертьфинале. В 2019 году команда дошла до финала и, несмотря на поражение, вышла на чемпионат мира.

## Состав
Состав сборной США для участия в чемпионате мира по пляжному футболу 2024 года в ОАЭ, объявленный в феврале 2024 года главным тренером Фрэнсисом Фарбероффом.
| №  | Амплуа | Игрок              | Дата рождения / возраст | Клуб         |
| -- | ------ | ------------------ | ----------------------- | ------------ |
| 1  | Вр     | Кристофер Тот      | 04.08.1989, 34 года     | Такома Старс |
| 2  | Нап    | Таннер Акол        | 27.09.1993, 30 лет      | без клуба    |
| 3  | Защ    | Антонио Чавес      | 30.1.2001, 23 года      | без клуба    |
| 4  | Уни    | Рикардо Карвальо   | 13.5.1989, 34 года      | Милуоки Вэйв |
| 5  | Защ    | Николас Переа      | 06.08.1992, 31 год      | без клуба    |
| 6  | Защ    | Коди Варкарсел     | 24.12.1994, 29 лет      | без клуба    |
| 7  | Защ    | Андрес Навас       | 31.12.1990, 33 года     | без клуба    |
| 8  | Нап    | Коннер Резенде     | 21.1.1993, 31 год       | без клуба    |
| 9  | Нап    | Алессандро Канале  | 29.12.1989, 34 года     | Такома Старс |
| 10 | Защ    | Габриэль Сильвейра | 28.04.1992, 31 год      | без клуба    |
| 11 | Защ    | Крис Элбистон      | 26.09.1992, 31 год      | без клуба    |
| 12 | Вр     | Остин Коллиер      | 9.6.1997, 26 лет        | без клуба    |